# Южанин, Борис Семёнович
Борис Семёнович Южа́нин (фамилия при рождении — Гуре́вич, 1896—1962) — советский журналист, известный деятель культуры, редактор, создатель творческого коллектива, основатель и вдохновитель одноимённого движения агитбригад «Синяя блуза».

## Биография
После Октябрьской революции вступил в Красную Армию, по окончании Гражданской войны в начале 1920-х поступил в Московский институт журналистики. В 1923 году с целью популярной пропаганды идей социалистической революции и нового пролетарского искусства организовал на базе «живой газеты» института эстрадный театральный коллектив «Синяя блуза», ставший родоначальником просуществовавшего около десяти лет массового движения агитбригад «синеблузников».

При подготовке и постановке выступлений «Синей блузы» сотрудничал с известными советскими литераторами, композиторами и актёрами, среди которых — Владимир Маяковский, Василий Лебедев-Кумач, Сергей Юткевич, Семён Кирсанов, Николай Адуев, Александр Роу, Константин Листов, Юрий Милютин, Саша Красный, Эммануил Геллер, Владимир Зельдин, Лев Миров, Александр Бениаминов.

В 1929? году Южанин был арестован в Армении при попытке нелегально выехать из СССР, приговорён к трём годам трудовых лагерей и отправлен на Северный Урал, на Вишеру, где, как профессиональный журналист, был назначен редактором местного журнала «Новая Вишера» и организатором лагерной «Синей блузы», для которой писал оратории и скетчи.
О своей встрече в лагерях с Борисом Южанином вспоминал Варлам Шаламов в книге «Воскрешение лиственницы». Глава «Борис Южанин»: 
Гуревича привели в лагерную контору. Смуглый стриженый большеголовый человек с грязной кожей. Разбитое пенсне без стёкол было укреплено на носу. Какой-то веревочкой привязано ещё к шее. Рубашки ни нижней, ни верхней не было, белья не было тоже. Только синие тесные хлопчатобумажные штаны без пуговиц, явно чужие, явно сменка. Все обобрали блатари, конечно. Играли на чужие вещи, на тряпки «фраера». Грязные босые ноги с отросшими ногтями и жалкая, доверчивая какая-то улыбка на лице, в крупных коричневатых, хорошо знакомых мне глазах.

Это был Борис Южанин, знаменитый руководитель знаменитой «Синей блузы», пятилетие которой праздновалось в Большом театре, и недалеко от меня сидел Южанин, окружённый столпами синеблузного движения: Третьяков, Маяковский, Фореггер, Юткевич, Тенин, Кирсанов – авторы и сотрудники журнала «Синяя блуза» – глядели идеологу и вождю движения Борису Южанину в рот и ловили каждое его слово.
Через год «перековки» Южанин был признан исправившимся и освобождён от отбывания наказания.
Побег человека известного, любящего своё дело, верящего в его успех в будущем, говорящего о создании стационарного театра «Синяя блуза», пишущего статьи о необходимости преобразования театра в коллектив, который поднимал бы вкусы и запросы аудитории, о создании нового эстрадного театра, привёл к трагическим последствиям для «Синей блузы». После смены руководства, которое уже не ставило новых задач, волновавших Бориса Южанина, театр, оставаясь верным старым традициям, стал «неудобен» власти, а 30-е годы похоронили темы, идеи, формы театра окончательно.
После возвращения проживал в Мытищах, в 1930-х годах работал журналистом на Московском радио.
Умер в 1962 году в Москве. Похоронен на 24 участке Ваганьковского кладбища.